# Ołeh Łajewski
Ołeh Petrowycz Łajewski, ukr. Олег Петрович Лаєвський, ros. Олег Петрович Лаевский, Oleg Pietrowicz Łajewski (ur. 12 grudnia 1921 w Kijowie, zm. 17 października 2013 tamże) – ukraiński piłkarz pochodzenia polskiego, grający na pozycji bramkarza, funkcjonariusz sportowy, sędzia piłkarski, oficer wojskowy.

## Kariera piłkarska
Ukończył Szkole Polską na Podole w Kijowie. Studiując w Instytucie Przemysłu Charczowego grał w drużynie Piszczewik Kijów, skąd został zaproszony do Dynama Kijów. W końcu 1940 do Polonii dynamowskiej (do której należał również Anton Idzkowski) przyłączyły się z województwa lwowskiego piłkarze Michał Matyas, Aleksandr Skoceń, Tadeusz Jedynak i Mieczysław Górski. Młody bramkarz został wybrany do podstawowego składu na mecz 22 czerwca 1941 kijowskiego Dynama z CDKA Moskwa. Trener Michaił Butusow ustalił pierwszy skład na ten mecz: Ołeh Łajewski, Wasilij Głazkow, Boris Afanasjew, Mykoła Machynia, Wołodymyr Hreber, Mieczysław Górski, Wołodymyr Onyszczenko, Michał Matyas, Aleksandr Skoceń, Kostiantyn Szczehocki, Pawło Wińkowatow. Ale spotkanie nie odbyło się z powodu ataku Niemiec na ZSRR i Łajewski nie był w stanie zagrać w radzieckiej pierwszej lidze piłki nożnej – pierwszej grupy klasy A, jak to wówczas nazywano.

## Życiorys
Z rozpoczęciem wojny wrócił do swego pułku, w którym służył. Pułk akurat zaczął zajmować pozycje do obrony Kijowa. Później zapisał się do Szkoły Wojskowej w Omsku, którą ukończył w stopniu porucznika (czas trwania nauki sześć miesięcy) i pozostał dowódcą plutonu w szkole, aby szkolić nowych żołnierzy.
W czerwcu 1943 roku na rozkaz został wysłany do piłkarskiej drużyny CDKA Moskwa. Ale nie potrafił przekonać trenera i został oddelegowany do dywizji polskiej, w której służył jako dowódca baterii, a w 1946 roku awansował na stopień majora. Wykonywał funkcje szefa sztabu odrębnej 30. Dywizji Briańskiej, a potem awansował na komendanta oddziału miasta Borszczy na terenie Pomorza, które po zakończeniu konferencji pokojowej w Poczdamie pozostał w granicach Polski. Z czasem otrzymał awans na szefa sztabu dywizji. Następnie został wysłany do Warszawy, gdzie krótko pracował jako zastępca szefa działu kadr Departamentu Artylerii Wojska Polskiego.
Z Polski wrócił do Kijowa z synem i żoną inwalidą wojny (również walczyła w Armii Czerwonej, została ciężko ranna, odznaczona Orderem Czerwonego Sztandaru). Pracował w klubie OBO Kijów (później nazywał się SKA Kijów) jako instruktor w piłce nożnej. Po zwolnieniu z wojska poszedł do pracy w zakładzie „Arsenal”, gdzie przez 3 lata trenował dzieci w Zakładowej Szkole Sportowej. Następnie przez ponad dwadzieścia pięć lat był zastępcą dyrektora dużego sportowego kompleksu (tor regatowy). W 1990 roku wrócił do pracy na stadionie „Zmina”. Wcześniej sędziował mecze rangi krajowej, był jednym z organizatorów zawodów dla dzieci „Skórzana Piłka”. Pracował również w Ukraińskiej Federacji Piłki Nożnej. Mieszkał w Kijowie.

## Nagrody i odznaczenia

### Odznaczenia
- nagrodzony wojskowymi Orderami i medalami Polski i ZSRR.